# 1508 în literatură
- 1507 în literatură — 1508 în literatură — 1509 în literatură

Anul 1508 în literatură a implicat o serie de evenimente semnificative. 

## Evenimente

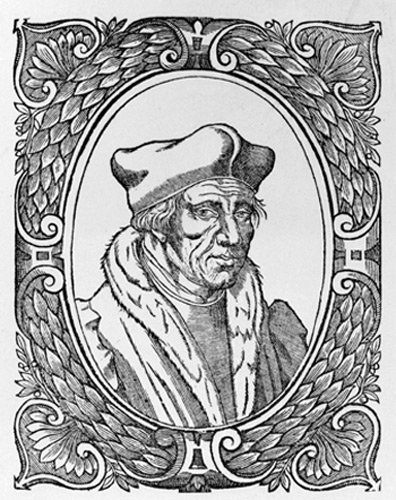
Jacques Lefèvre d'Étaples (c. 1455 – 1536)

- Umanistul Jacques Lefèvre d'Étaples publică o Biblie în franceză

## Eseuri
- Guillaume Budé - Annotationes in XXIV libros Pandectarum (Adnotări asupra Pandectelor, Paris, in-folio).

## Decese
Format:1508